# Salience
Salience (z lat. salire–vyskakovat z řady, poutat pozornost, vymykat se běžnému; potažmo z anglického salient – nápadný, hlavní, význačný, vyčnívající, přitahující pozornost, vyskakující) je míra nápadnosti, respektive rychlost s jakou podněty z okolí upoutávají pozornost našich smyslů a následně pronikají do vědomí.

## Funkce salience
Je to pohotovost, s jakou určité impulsy pronikají do vědomí, způsobená je odlišností od okolí, nějakou nápadností, či neobvyklostí. Pomáhá jedinci (jak člověku, tak zvířeti) uspořádat celou řadu vjemů podle důležitosti. Důležitost je tím vyšší, čím víc se nějaký smyslový vjem liší od normálu. V našem okolí naši pozornost nejvíce přiláká to, co se běžným standardům vymyká barvou, rozměry, kontrastem, silou, raritou výskytu nebo rychlostí pohybu, tedy to, co je nějakým způsobem neočekávané. Salience je závislá na smyslech, hovoříme tedy o zrakové salienci, salienci ve zvukové rovině, …
Vytváří se na pozadí referenčních bodů, tedy těch, k nimž salientní objekt vztahujeme. Znamená to, že zcela obyčejný jev v kontextu, do něhož nějak nezapadá, upoutá naši pozornost: bílý bod na černém papíře bude prvním, co nás zaujme, stejně jako postřehneme ženu v barokních šatech na vlakovém nástupišti.
V běžném prostředí na naše smysly působí celá řada nových vjemů, je to množství informací, které najednou naše vědomí nemůže stihnout zpracovat a tak se soustředí jen na to podstatné, méně důležitý zbytek zpracovává naše podvědomí (nevědomí) a my se soustředíme na to, co vyžaduje naši adekvátní reakci (zapamatování si nového jevu, obrana, důkladné prozkoumání,…).
Například při procházce lesem bereme jako samozřejmé spadané jehličí a podvědomě vyhýbáme kmenům stromů, protože to je běžný model zažitý již x–krát, ale když zahlédneme srnku, prohlížíme si ji, popřípadě upozorníme společníky. Stejně tak, když zaslechneme výstřel, na několik sekund se zastavíme a přemýšlíme, odkud přišel.
Salience nám tedy pomáhá vybrat a seřadit informace z okolí podle důležitosti, přitom je samozřejmě ovlivněna předchozí zkušeností, čili tím, co už známe, tedy část celkového dojmu vzniká na základě paměťových informací, je to salience srovnávací a míra se určuje poměřováním pojmů aktuálních s pojmy dřívějšími v diachronním (nikoli průřezovém) pohledu.
Ovlivněna je také tím, čemu sami podvědomě přikládáme větší pozornost, ať už dlouhodobě či momentálně.
Například k nám přijede přítel z města postřehne jen, že nějak fouká a měl by se přiobléct.My jsme zde vyrůstali a pozorujeme odkud fouká jak silný vítr a odkud jdou mraky, z čehož odvodíme, jestli bude následující den pršet, nebo těžká mračna přeletí jinudy a náš pozemek minou. Hlavu k obloze zvedneme automaticky, za což může dlouhodobá zkušenost a salience.
Nebo si šetříme na nové auto, víme, že to bude značka Škoda a najednou auto značky Škoda vidíme na každé křižovatce každém druhém rohu, ač jich před rokem bylo stejně plno a my jim nevěnovali žádnou než běžnou pozornost. V našem podvědomí má aktuálně zvláštní postavení a mezi běžnými jevy si vyžaduje naši pozornost.
Když něco upoutá naši pozornost, obvykle si ji určitou dobu podrží, než pro nás už není ničím zajímavé, pak dojde k odpoutání a do středu naší pozornosti se dostává něco jiného.

## Praktické využití
Salience je součástí našeho obranného systému. Podněty, které dostává do popředí pozornosti mohou být právě ty, které nás ohrožují: rychle jedoucí auto, při přecházení přechodu, padající strom, … ne vždy jsou to však jenom reálná nebezpečí, salience může zavinit třeba i dopravní nehodu, když při řízení auta náhle pozorujeme nezvyklost v okolí, nebo naši pozornost přitahuje houpající se panenka zavěšená u předního skla. Je to však neocenitelný pomocník, pokud víme, na co si máme dávat pozor, proto se na práci se saliencí zaměřuje psychologie.
Zraková salience využívá celá řada signálů, které dnes bereme za běžné a samozřejmé, od červených (červená barva v přírodě signalizuje nebezpečí, zvláště ve spojení s černou) a zelených (klid, pohoda, příroda) panáčků na křižovatce přes zvýraznění dopravních značek reflexní žlutou po barvy samotných požárních nebo záchranných aut nebo majáčků včetně specifického zvuku, která doprovází jak sanitky, tak požární a policejní vozy.
Patří sem i celá řada pomůcek na zapamatování jako podtrhávání hesel v sešitech, rozmístění lístečků s tím na co se nesmí zapomenout na monitoru počítače, lednici a tak podobně.
Při čtení textu se nejvíce pozornosti obecně věnuje úvodu a závěru (v textu, který úvod a závěr neobsahuje, jako výňatek z textu, pak prvnímu a poslednímu odstavci), potažmo pak první a poslední věty odstavců. Při psaní se nejvíce soustředíme na začátku a postupně naše pozornost a snaha psát co nejlépe ochabuje, přičemž se opět mírně zvedá při psaní začátků vět, odstavců a velkých písmen.
Ze zvukové roviny jde především o přízvuk, jak v písničkách v rádiu, tak v mluvené řeči na tom, jaký tón a hlasitost autor zvolí, záleží jak moc si zapamatujeme.
Při navrhování alarmů se zase počítá s tím, že nejsilněji lidské ucho vnímá frekvence v rozsahu 1 000–3 500 Hz.
Zásadní roli má salience samozřejmě v reklamě, kde společně s Podprahovým signálem poutá smysly diváků při předvádění produktu.